# هوبلی–دارودا
شهر هوبلی -دارودا (به انگلیسی: Hubli-Dharwad) با جمعیت ۸۹۲٫۲۹۷ نفر در ایالت کارناتاکا در کشور هند واقع شده‌است.